# نادي ميراسول
نادي ميراسول لكرة القدم (بالبرتغالية: Mirassol Futebol Clube‏) ، هو نادي كرة قدم برازيلي، أسس سنة 1925 م.

## وصلات خارجية
لم يتم العثور على روابط لمواقع التواصل الاجتماعي.